# كريس فوسيل
كريس فوسيل (بالإنجليزية: Chris Fussell)‏ هو لاعب كرة قاعدة أمريكي، ولد في 19 مايو 1976.

## وصلات خارجية
- كريس فوسيل على موقعبيزبول رفرنس.كوم (الدوري الرئيسي) (الإنجليزية)
- كريس فوسيل على موقعبيزبول رفرنس.كوم (الدوري الثانوي) (الإنجليزية)